# 高節 (萬曆進士)
高節（1570年9月25日—？年），字貞夫，號慎默，又號筠二，河南開封府祥符縣人，明末政治人物。

## 生平
萬曆二十五年（1597年）丁酉科舉人，二十九年（1601年）辛丑科進士。户部觀政，授宜兴知县，三十三年調任山東壽光縣知縣，本年行取，三十六年八月擢授南京兵科給事中，三十八年巡视京营。疏請立東宮，忠鯁不阿。卒，祀鄉賢。

## 家族
曾祖高文傑。祖父高梁。父親王府儀賓高拱，母親甫田郡君。